# ツバサ (ユニット)
ツバサは、フジテレビ系列で放送されていたクイズ番組『クイズ!ヘキサゴンII』で結成された歌手ユニット。

## 概要
2010年、前年に引き続き島田紳助が『FNSの日』の総合司会が担当することとなり、テーマソングも前年同様にヘキサゴンファミリーから選出されたユニットによるものとなった。島田紳助から「歌が上手い」と評価されていたつるの剛士・RYOEI・里田まい・misonoの4名によるユニットが結成され、同年7月24日 - 25日に放送された『FNSの日 26時間テレビ 2010超笑顔パレード絆 〜爆笑!お台場合宿!!!〜』のテーマソング「僕らには翼がある〜大空へ〜」でデビュー。つるのは前年度の『26時間テレビ』のテーマソング「泣いてもいいですか」（フレンズ）から2年連続のテーマソング担当となった。
『26時間テレビ』以降は、他の多くのヘキサゴンユニット同様にアルバム内での新曲発表とヘキサゴンファミリーコンサート出演程度の活動に留まる。2011年9月の番組終了までの間に新たなユニットが結成されてシングルを出すことが無かったため、番組からシングルCDデビューをした最後のユニットとなった。

## メンバー
メンバーの詳細および他の『ヘキサゴン』ユニットでの活動は個別記事を参照。
- つるの剛士 - メインボーカル兼コーラス
- RYOEI - サイドボーカル兼コーラス
- 里田まい - メインボーカル
- misono - サイドボーカル

## 経歴
2010年
- 6月1日 - 『クイズ!ヘキサゴンII』のメールマガジンでユニット名を発表。
- 6月23日 - CD特設サイトと『ヘキサゴンII』携帯サイトでメンバーを発表。
- 6月30日 - 同日放送の『ヘキサゴンII』にてデビューシングル「僕らには翼がある〜大空へ〜」を初披露。
- 7月14日 - 「僕らには翼がある〜大空へ〜」発売。
- 7月25日 - 同日放送の『FNSの日26時間テレビ 2010』内の企画「FNS27局対抗! 三輪車12時間耐久レース O-1グランプリ2010」のテーマソングとして、未発表曲「僕らには翼がある〜また会おう〜」を披露。
- 11月17日 - CD未収録であった「僕らには翼がある〜また会おう〜」が収録されたアルバム『WE LOVE ヘキサゴン 2010』発売。
- 12月11日 - 幕張メッセで行われた「ヘキサゴンファミリーコンサート2010」に出演。

2011年
- 8月23日 - 島田紳助が芸能界を引退。
- 9月28日 - 『クイズ!ヘキサゴンII』放送終了。
- 11月23日 - 新曲「一人静」が収録されたアルバム『WE LOVE ヘキサゴン 2011』発売。
- 11月26日 - 幕張メッセで行われた「ヘキサゴンファミリーコンサート2011」に出演。

## ディスコグラフィー
すべてポニーキャニオンから発売

### シングル
- 僕らには翼がある〜大空へ〜 （2010年7月14日発売）

作詞：カシアス島田 / 作曲：Voice of Mind / 編曲：斉藤文護・岩室晶子
『FNSの日 26時間テレビ 2010超笑顔パレード絆 〜爆笑!お台場合宿!!!〜』テーマソング。
カップリングは同曲の「ヘキサゴンオールスターズVer.」。

### アルバム収録曲
- 僕らには翼がある〜また会おう〜 （2010年11月17日発売、アルバム『WE LOVE ヘキサゴン 2010』収録）

作詞：カシアス島田 / 作曲：RYOEI / 編曲：斉藤文護・岩室晶子
『FNSの日 26時間テレビ 2010超笑顔パレード絆 〜爆笑!お台場合宿!!!〜』内の企画「FNS27局対抗! 三輪車12時間耐久レース O-1グランプリ2010」テーマソング。
- 一人静 （2011年11月23日発売、アルバム『WE LOVE ヘキサゴン 2011』収録）

作詞：カシアス島田 / 作曲：平義隆 / 編曲：内田敏夫